# Szobonya család
Nagy Endrédi és födémesi Szobonya család (Zobonya; nagyemőkei előnévvel is) Bars vármegye egyik legrégiebb nemes családja.

## Történetük
A család a Hontpázmány nemzetségből ered. Rokon családok voltak még a nagyemőkei Deseő család és a zsitvafödémesi nemesek. Első ismert közös ősüknek tartott személy Sebeslav lehetett. Sebeslav fia Péter comes bővítette a család birtokait a 13. század végén. Az ő két fia lett a Szobonya és a Deseő család őse.
1352-ben Zobonya fia László Nagy Lajos szászkői várnagya volt. 1356-ban Mocha fia Jakab, fiú örököse nem maradván, Nagyendréd felét lányának, másik felét vejére födémesi Szobonya fia Jánosnak adta. 1364-ben Szobonya fiai adományt kaptak az említett birtokra. 1370-ben pereskedtek a kúrián történt károk miatt. 1382-ben az özvegy megerősíttette az adománylevelet.
1401-ben Szobonya Miklós Bars vármegye ispánja volt.
1410-ben Zsigmond király más birtokok mellett a lapásgyarmati részeikben is megerősíti a Szobonya családot. 1418-ban Kanizsai János esztergomi érsek halála után Hölvény Pohoban nevű, az érsekséghez tartozó földjét a Szobonya család és más barsendrédi nemesek jogtalanul elfoglalták.
1442-ben Erzsébet királyné Ipolynagyfalut Fedémesi Zobonya Imrének és Deedi Farkas Péternek, drégely kapitányainak adta. 1466-ban a király az egyik Szobonya ág kihalta miatt eladományozott egy nagyendrédi birtokrészt. 1466-ban Szobonya János visszaadta a 4,5 zálogolt házhelyet dereszlényi Magnus Benedeknek, akinek 1467-ben Szobonya István zálogba adta elhagyott fél házhelyét. 1469-ben a király a család örökölt birtokaira új adományt ad. 1482-ben a nagyendrédi családtagokat bíróság elé hívták. 1494-ben Miklósnak adott zálog ügyében folyt pereskedés. 1497-ben hatalmaskodásaikra panaszkodtak. 1519-ben a váradi és endrédi családtagok osztályt végeztek. 1524-ben Szobonya Miklós 3 endrédi telket zálogba adott a váradi rokonának. Az 1531-es tizedjegyzék is említi endrédi birtokukat.
Családfáját Nagy Iván a 15. század közepéig tudta visszavezetni, amikor nagy-endrédi és födémesi Szobonya Lászlót már 1466 előtt említik. 1526. február 2-án Monosthor-i Zalay János királyi ember Mátyás, Dwbnicz-i pap, a nyitrai egyház Szent Ilona oltárának igazgatója káptalani ember jelenlétében Naghemeke birtokon végre akarta hajtani a Medwes Farkas pesti polgár javára Emeke-i Zobonya Imrével szemben hozott ítéletet, de Babyndal-i Mátyás Salgo-i Mihály nevében visszaűzte őket az ítélet végrehajtásától.
1588-ban Lázárnak fiai Farkas, János és István osztató parancs mellett osztoztak meg a nagy- és kisendrédi, kissallói, kissári és kisbaracskai részjószágokban.
1611-ben Szobonya Bálint tanúskodott Bakits Péter mellett, Révay Ferenc hűtlenségi perében felesége Forgách Zsuzsanna ellen. Pál 1618-ban Forgách Zsigmondtól nádori osztoztató parancsot eszközölt, főleg az anyja Gyepes Anna utáni javakra nézve nagybátyja István ellen, mint nejétől Gyepes Fruzsinától származott gyermekei gyámja ellen az említett javakon kívül Kisbélád, Kisherestény és Cseke, Szent György, Ürmény, Szent Mihály-úr pusztabeli részbirtokok iránt.
1626-ban Bars vármegye Szobonya Pált és Lipthay Imrét küldte követül Bethlen esküvőjére. Móre István felesége Szobony Erzsébet 1651-ben zálogosította el kisbéládi birtokait Török Zsigmond (17. század) Bars vármegye (1651-1656) és a Verebélyi szék alispánjának.
A család címerét több változatban ismerjük.

### Birtokaik
Bars vármegyében a család az előnevéül szolgáló Nagyendréden kívül több helyen is birtokos volt.
Birtokoltak többek között Bánócon, Bolyon, Csekén, Garamladoméron, Kisbéládon, Kisherestényben, Lapásgyarmaton, Nagycseben, Nagyemőkén, Pálföldén, Szentmihályúron, Szolnocskán, Ürményben.

### Neves családtagok
- Szobonya Miklós, Bars vármegye alispánja (1524) volt, a huszitizmus támogatásával vádolták meg[21]
- Szobonya Pál, Bars vármegye táblabírája (1614), majd alispánja (1619), és 1635-1637-ben országgyűlési követ volt
- Szobonya István lévai hős, valószínűleg kistapolcsányi várkapitány.[22]
- Szobonya János 1816-ban Abaúj vármegye esküdtje. E néven János 1833-ban Abaúj vármegye esküdtje, majd 1839-ben főszolgabírája volt
- Szobonya Antal 1832–1836-ban Szántón lakott, Abaúj vármegye tiszteletbeli alügyésze volt
- Szobonya Mihály (1855-1898) festőművész
- Viliam Soboňa (1947) szlovák politikus, orvos

## Lásd még
- Szobonya-címer